# 冰风谷II
《冰风谷II》是一款由黑岛工作室开发的、由Interplay Entertainment正式发布于2002年8月27日的第三人称角色扮演类游戏。它是《冰风谷》系列游戏的第二代作品。這款遊戲以冰風谷地區被遺忘的國度為設定背景，並且是冰風谷的續作。玩家控制一隊傭兵，介入冰風谷的十镇(Ten Towns)和一群被迫害的種族和宗教派系間的戰爭。
這款遊戲設計為其它無限引擎遊戲的替代物，遊戲以動作內容為主，較不注重探索和故事。遊戲使用一種龍與地下城（D&D）第3版規則的即時改良版。無限引擎為了要配和第3版規則而被大幅地修改，使得某些規則必須取消。這是最後一款以無限引擎開發的遊戲。
遊戲獲得正面評價，並因其戰鬥、步調和第3版規則的使用而受讚譽。然而，某些評論者認為其圖像表現和引擎已經過時了，而無法與同代的作品匹敵。